# Бута (село)
 Бута  — село в Альметьевском районе Татарстана. Административный центр и единственный населенный пункт Бутинского сельского поселения.

## География
Находится в юго-восточной части Татарстана на расстоянии приблизительно 22 км по прямой на северо-запад от районного центра города Альметьевск у речки Бутинка.

## История
Основано в первой половине XVIII века. Упоминалось также как Верхняя Бута. Имелась Троицкая церковь. Ныне действует церковь Смоленской иконы Божией Матери (1860 года постройки).

## Население
Постоянных жителей было: в 1782—296, в 1834—550, в 1859—773, 1870—886, в 1897—1528, в 1912—1978, в 1920—2015, в 1926—1796, в 1938—1292, в 1949—1161, в 1958—961, в 1970—778, в 1979—449, в 1989—266, в 2002 − 380 (русские 84 %), 371 в 2010.